# NEURL
NEURL‏ (Neuralized E3 ubiquitin protein ligase 1) هوَ بروتين يُشَفر بواسطة جين NEURL في الإنسان.